# Cupid (série de televisão de 1998)
Cupid (em Portugal intitulada Cupido) é uma série televisiva norte-americana de 1998/99 criada por Rob Thomas sobre uma psicóloga de Chicago e um dos seus mais difíceis pacientes: um homem que acredita ser Cupido, deus greco-romano do Amor, forçado a permanecer na Terra até que consiga formar, com sucesso, 100 casais.
A série foi produzida pela Columbia TriStar Television e Mandalay Productions, e exibida inicialmente na ABC.
Foi filmada em diversos locais de Chicago, devido ao amor de Jeremy Piven pela cidade.

## Personagens
- Jeremy Piven - Trevor Hale
- Paula Marshall - Dr. Claire Allen
- Jeffrey D. Sams - Champ

## Episódios
- Pilot (26 de Setembro, 1998)
- The Linguist (3 de Outubro, 1998)
- Heaven, He's In Heaven (10 de Outubro, 1998)
- A Truly Fractured Fairy Tale (17 de Outubro, 1998)
- First Loves (24 de Outubro, 1998)
- Meat Market (31 de Outubro, 1998)
- Pick-Up Schticks (7 de Novembro, 1998)
- Heart of the Matter (21 de Novembro, 1998)
- The End of an Eros (12 de Dezembro, 1998)
- Hung Jury (19 de Dezembro, 1998)
- A Great Personality (7 de Janeiro, 1999)
- Grand Delusions (14 de Janeiro, 1999)
- Bachelorette Party (28 de Janeiro, 1999)
- The Children's Hour (11 de Fevereiro, 1999)

### Episódios não exibidos nosEUA
- Botched Make-Over
- Chapter Six
- Company Pier

## Recepção da crítica
Cupid teve recepção mista por parte da crítica especializada. Com base de 24 avaliações profissionais, alcançou uma pontuação de 52% no Metacritic. Por votos dos usuários do site, atinge uma nota de 8.0, usada para avaliar a recepção do público.